# Síly územní obrany Ukrajiny
Síly územní obrany Ukrajiny, plným názvem Síly teritoriální obrany Ozbrojených sil Ukrajiny (ukrajinsky Сили територіальної оборони Збройних сил України, Sily terytorialnoj oborony Zbrojnych sil Ukrajiny), je armádní záložní složka Ozbrojených sil Ukrajiny. Jejich účelem je především spolupráce s pravidelnou armádou a bezpečnostními složkami na místní úrovni a plnění funkce civilní obrany.

## Funkce
- Ochrana státních úřadů a orgánů místní správy, komunikací a další kritické infrastruktury;
- Ostraha a obsazování kontrolních stanovišť;
- Boj se sabotážními a zpravodajskými skupinami nepřítele, ilegálními ozbrojenými formacemi a ochrana proti rabování;
- Udržování bezpečnosti a veřejného pořádku na územích (oblast, město) kde působí;
- Účast na realizaci opatření k dočasnému zákazu nebo omezení pohybu vozidel a osob v oblastech mimořádných událostí anebo vedení vojenských operací;
- Účast na posilování ochrany a obrany státní hranice;
- Organizace odboje anebo partyzánských skupin, pokud je území obsazeno nepřítelem;
- Poskytování pomoci při mimořádných událostech způsobených přírodními katastrofami anebo katastrofami způsobenými člověkem v době míru.

## Historie

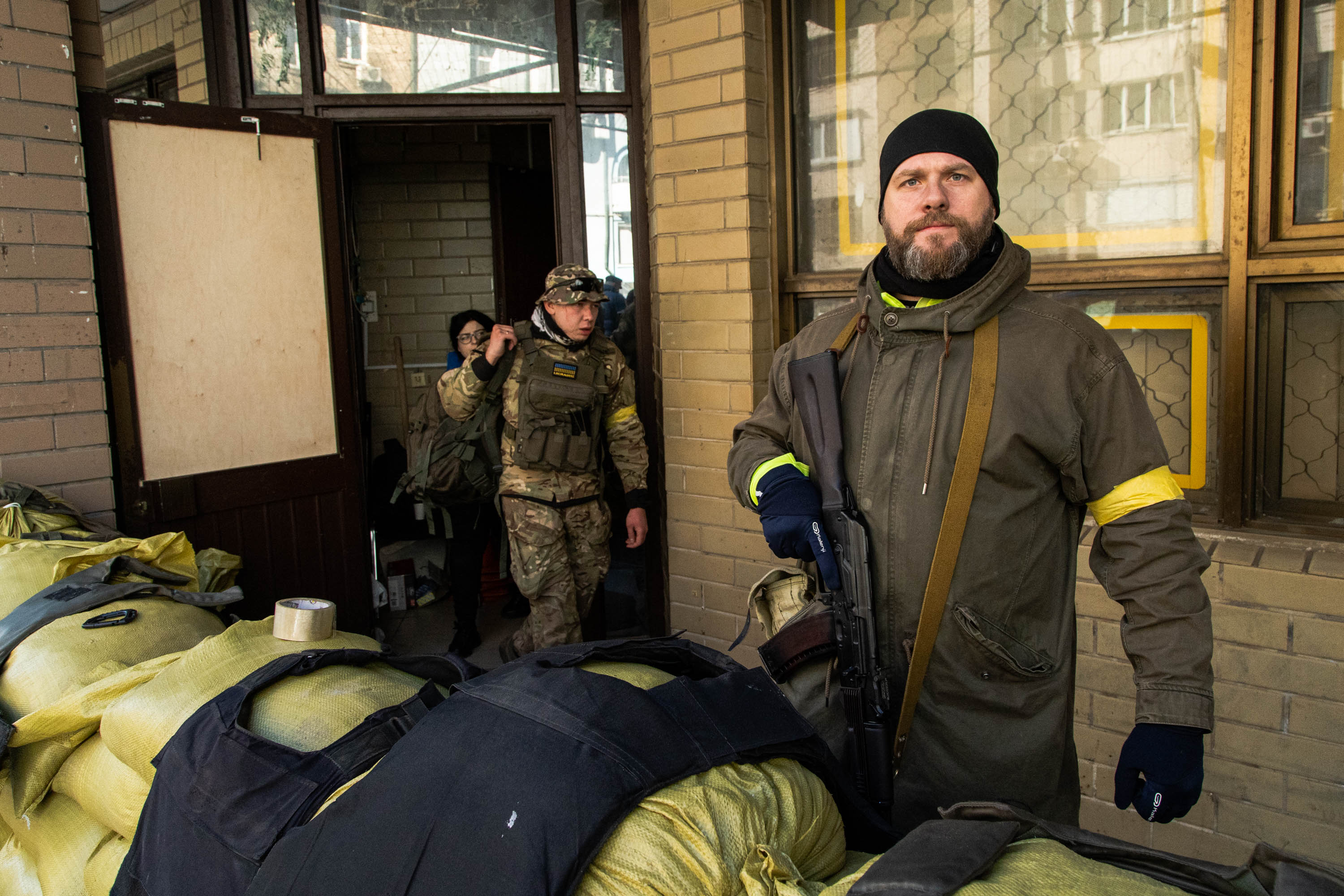
Příslušníci sil územní obrany 25. února 2022, počátkem bitvy o Kyjev.

Ukrajinské síly územní obrany byly zřízeny k 1. lednu 2022 na základě zákona „O základech národního odporu“, jako složka navazující na dobrovolnické prapory územní obrany vzniklé v roce 2014. Mají se skládat z 25 brigád (jedna brigáda na oblast), které zahrnují více než 150 praporů (jeden prapor na rajón (okres)). 
Velitelem byl 1. ledna 2022 jmenován brigádní generál Jurij Haluškin. Formování jednotek sil územní obrany mělo být dokončeno do 15. února 2022.

## Struktura velení

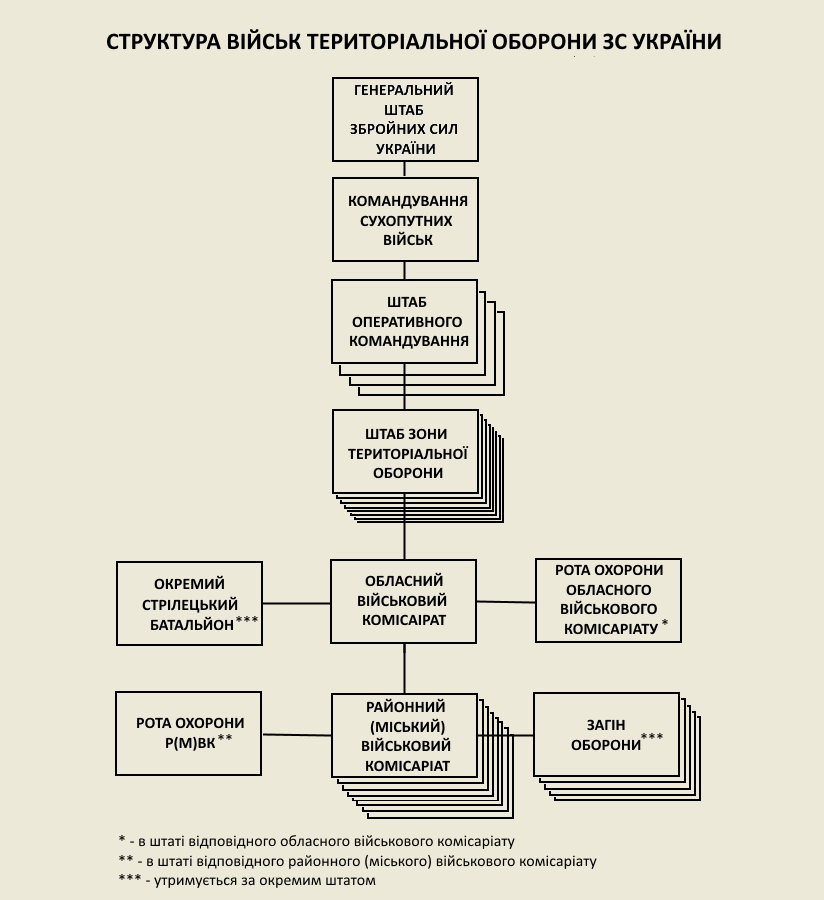
Organizační schéma ukrajinských sil územní obrany

- Generální štáb Ozbrojených sil Ukrajiny
  - Hlavní velení pozemních sil Ukrajiny
    - Štáb sil územní obrany ozbrojených sil Ukrajiny
      - Štáb zóny teritoriální obrany
        - Oblastní vojenský komisariát 
          - Okresní vojenské komisariáty

## Organizace jednotek

### Brigáda územní obrany
- Velitelství brigády
- 4–8 pěších praporů
- 1 rota palebné podpory
- 1 protisabotážní rota
- 1 minometná baterie
- jednotky bojové a logistické podpory

### Samostatný střelecký prapor územní obrany
- Velitelství praporu
- 3 pěší roty
- 1 rota palebné podpory
- průzkumná četa
- spojovací jednotka
- ženijní četa
- četa materiálního zabezpečení
- kntrolní a technické stanoviště
- zdravotní sekce
- klub (základna)
- Početní stav: 429 osob

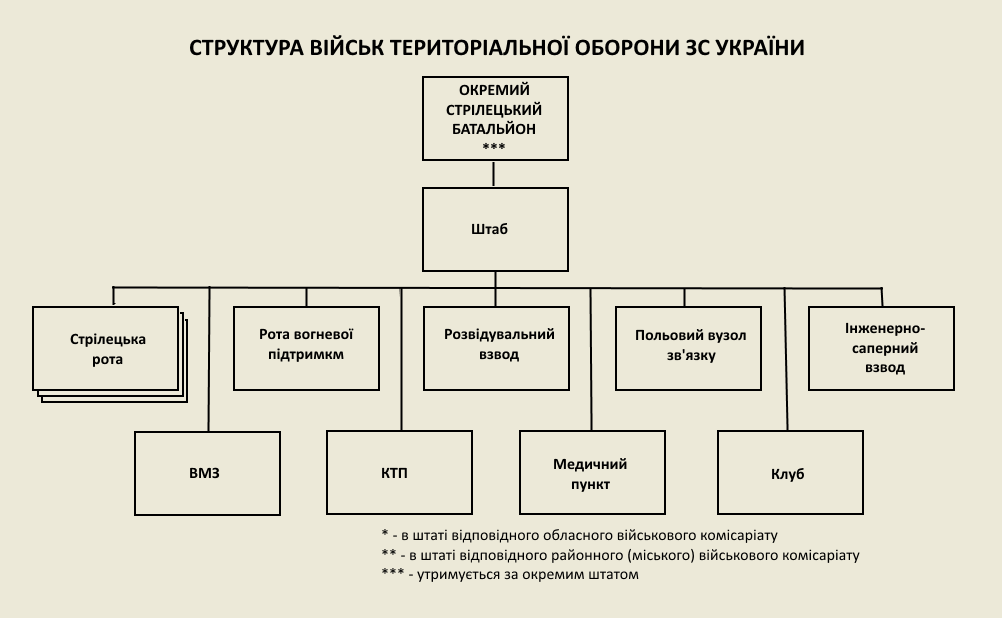
Organizační schéma praporu územní obrany

- Zbraně: AK/AKM, PM, 2B9, RPG-7, ZU-23-2
- Další vybavení: motorová vozidla

### Rota ochrany vojenského komisariátu

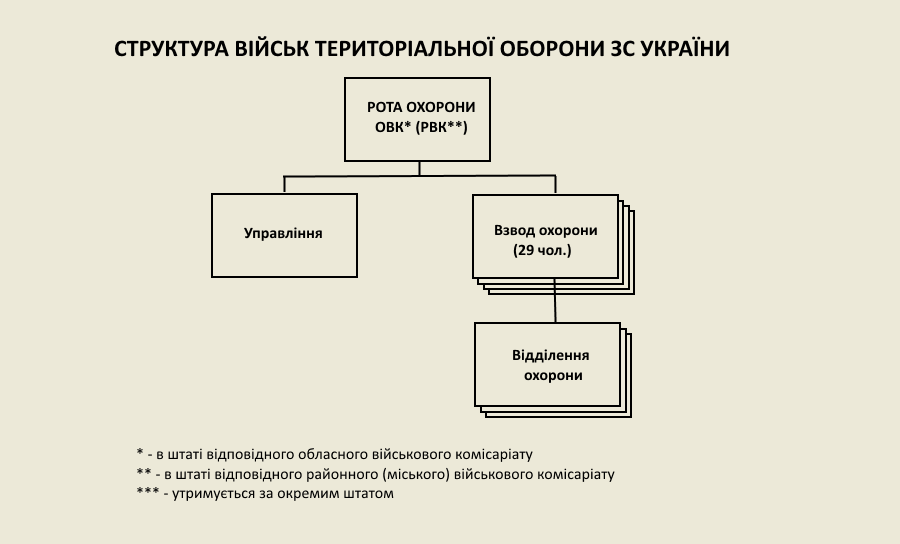
Organizační schéma ochranné roty územní obrany

- Velitelství roty
- 4 ochranné / strážní čety
- Početní stav: 121 osob
- Zbraně: AK/AKM, PM, RPG-7
- Další vybavení: motorová vozidla

### Obranný odřad

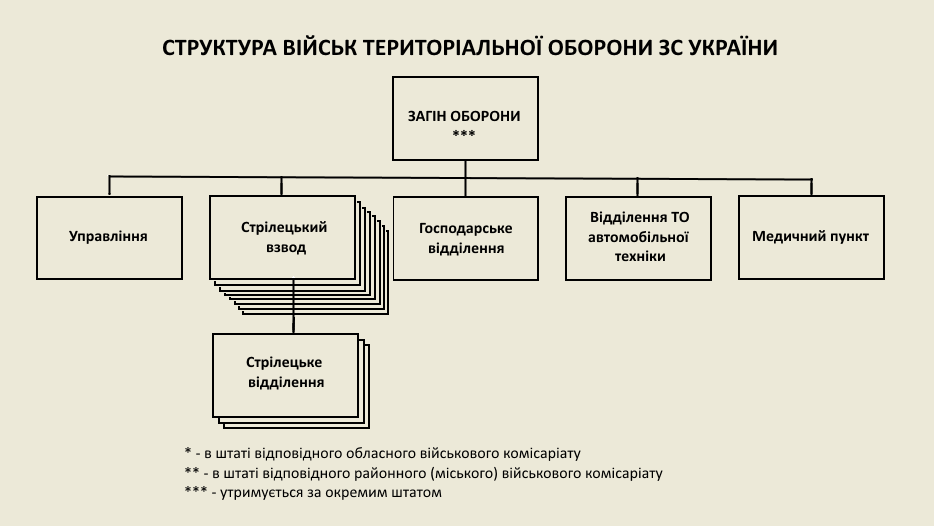
Organizační schéma ochranného odřadu územní obrany

- Velitelství odřadu
- 9 pěších čet
- ekonomické oddělení
- oddělení údržby automobilů
- zdravotní sekce
- Početní stav: 278 osob
- Zbraně: AK/AKM, PM, RPG-7
- Další vybavení: motorová vozidla

## Zóny územní obrany

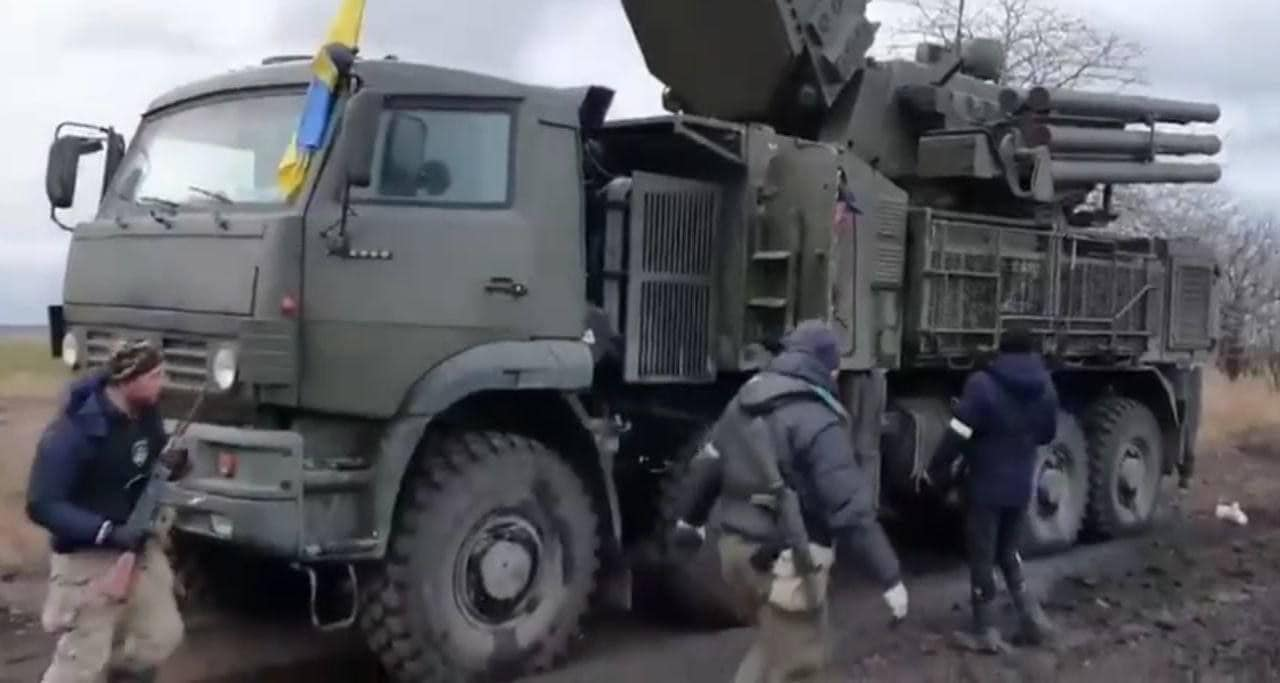
Příslušníci ukrajinských obranných sil u ukořistěného protiletadlového vozidla systému Pancir-S1.

Zóny územní obrany se překrývají se správními celky vyšší úrovně, tj. oblastmi a městy se zvláštním postavením. Podřízeny jsou příslušnému operačnímu velitelství ZSU na daném území.

### Operační velitelství Západ
- 100. samostatná brigáda územní obrany (Volyňská oblast)
- 101. samostatná brigáda územní obrany (Zakarpatská oblast)
- 102. samostatná brigáda územní obrany (Ivanofrankivská oblast)
- 103. samostatná brigáda územní obrany (Lvov)
- 104. samostatná brigáda územní obrany
- 105. samostatná brigáda územní obrany
- 106. samostatná brigáda územní obrany
- 107. samostatná brigáda územní obrany

### Operační velitelství Sever

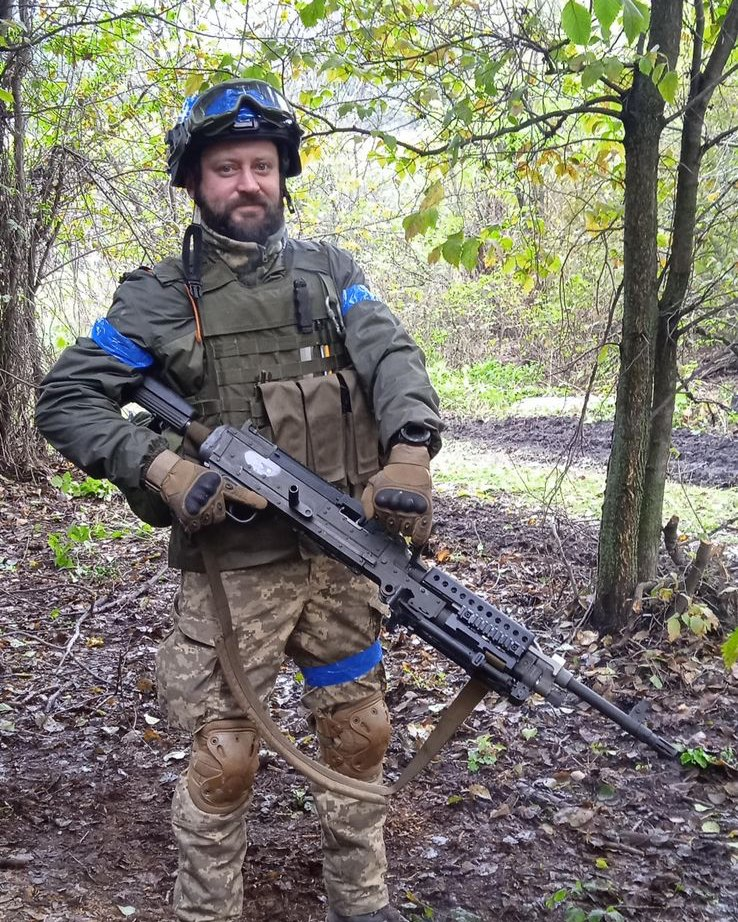
Příslušník 112. teritoriální brigády s kulometem M240B.

- 112. samostatná brigáda územní obrany (Kyjev)
- 114. samostatná brigáda územní obrany (Kyjevská oblast)
- 115. samostatná brigáda územní obrany
- 116. samostatná brigáda územní obrany
- 117. samostatná brigáda územní obrany (Sumy)
- 118. samostatná brigáda územní obrany (Čerkasy)
- 119. samostatná brigáda územní obrany (Černihiv)

### Operační velitelství Východ
- 108. samostatná brigáda územní obrany
- 109. samostatná brigáda územní obrany (Doněck - Kramatorsk)
- 110. samostatná brigáda územní obrany
- 111. samostatná brigáda územní obrany (Luhansk - Severodoněck)
- 113. samostatná brigáda územní obrany (Charkov)

### Operační velitelství Jih
- 120. samostatná brigáda územní obrany
- 121. samostatná brigáda územní obrany (Kropyvnyckyj)
- 122. samostatná brigáda územní obrany
- 123. samostatná brigáda územní obrany
- 124. samostatná brigáda územní obrany (Cherson)